# Leichtathletik-Weltmeisterschaften 2015/Teilnehmer (Frankreich)
| Gelbes Symbol für Goldmedaillen mit stilisierten Olympischen Ringen | Graues Symbol für Silbermedaillen mit stilisierten Olympischen Ringen | Braundes Symbol für Bronzemedaillen mit stilisierten Olympischen Ringen |
| ------------------------------------------------------------------- | --------------------------------------------------------------------- | ----------------------------------------------------------------------- |
| —                                                                   | —                                                                     | 2                                                                       |

Der Leichtathletikverband Frankreichs nominierte 36 Athleten für die Leichtathletik-Weltmeisterschaften 2015 in der chinesischen Hauptstadt Peking.

## Medaillen
Mit zwei gewonnenen Bronzemedaillen belegte das französische Team Rang 31 im Medaillenspiegel.

### Medaillengewinner

#### Bronze
- Renaud Lavillenie: Stabhochsprung
- Alexandra Tavernier: Hammerwurf

## Ergebnisse

### Männer

#### Laufdisziplinen
| Athlet                                                              | Disziplin        | Vorlauf        | Vorlauf | Halbfinale         | Halbfinale         | Finale             | Finale             |
| Athlet                                                              | Disziplin        | Zeit           | Platz   | Zeit               | Platz              | Zeit               | Platz              |
| ------------------------------------------------------------------- | ---------------- | -------------- | ------- | ------------------ | ------------------ | ------------------ | ------------------ |
| Jimmy Vicaut                                                        | 100 m            | 9,92 s         | 3       | 9,99 s             | 7                  | 10,00 s            | 8                  |
| Christophe Lemaitre                                                 | 100 m            | 10,24 s        | 33      | 10,20 s            | 20                 | nicht qualifiziert | nicht qualifiziert |
| Christophe Lemaitre                                                 | 200 m            | 20,29 s        | 15      | 20,34 s            | 15                 | nicht qualifiziert | nicht qualifiziert |
| Jeffrey John                                                        | 200 m            | 20,48 s        | 29      | nicht qualifiziert | nicht qualifiziert | nicht qualifiziert | nicht qualifiziert |
| Mame-Ibra Anne                                                      | 400 m            | 45,55 s        | 34      | nicht qualifiziert | nicht qualifiziert | nicht qualifiziert | nicht qualifiziert |
| Pierre-Ambroise Bosse                                               | 800 m            | 1:47,89 min    | 23      | 1:45,02 min        | 5                  | 1:46,63 min        | 5                  |
| Morhad Amdouni                                                      | 1500 m           | 3:39,38 min    | 15      | 3:37,79 min        | 9                  | nicht qualifiziert | nicht qualifiziert |
| Dimitri Bascou                                                      | 110 m Hürden     | 13,29 s        | 4       | 13,16 s PB         | 4                  | 13,17 s            | 5                  |
| Garfield Darien                                                     | 110 m Hürden     | 13,43 s        | 11      | 13,25 s            | 8                  | 13,34 s            | 8                  |
| Pascal Martinot-Lagarde                                             | 110 m Hürden     | 13,35 s        | 7       | 13,17 s            | 6                  | 13,17 s            | 4                  |
| Yoann Kowal                                                         | 3000 m Hindernis | 8:41,65 min    | 20      |                    |                    | nicht qualifiziert | nicht qualifiziert |
| Kévin Campion                                                       | 20 km Gehen      |                |         |                    |                    | 1:25:16 h          | 33                 |
| Guy-Elphège Anouman Emmanuel Biron Christophe Lemaitre Jimmy Vicaut | 4 × 100 m        | 37,88 s SB     | 2       |                    |                    | 38,23 s            | 5                  |
| Mame-Ibra Anne Teddy Atine-Venel Mamoudou Hanne Thomas Jordier      | 4 × 400 m        | 2:59,42 min SB | 2       |                    |                    | 3:00,65 min        | 6                  |

#### Sprung/Wurf
| Athlet            | Disziplin      | Qualifikation | Qualifikation | Finale     | Finale |
| Athlet            | Disziplin      | Weite/Höhe    | Platz         | Weite/Höhe | Platz  |
| ----------------- | -------------- | ------------- | ------------- | ---------- | ------ |
| Renaud Lavillenie | Stabhochsprung | 5,70 m        | 1             | 5,80 m     | Bronze |
| Kévin Menaldo     | Stabhochsprung | 5,70 m        | 14            | 5,80 m     | 6      |
| Kafétien Gomis    | Weitsprung     | 8,09 m        | 7             | 8,02 m     | 7      |
| Benjamin Compaoré | Dreisprung     | 16,82 m       | 8             | 16,63 m    | 12     |

#### Zehnkampf
| Athlet         | Disziplin | 100 m   | Weit- sprung | Kugel- stoßen | Hoch- sprung | 400 m      | 110 m Hürden | Diskus- wurf | Stabhoch- sprung | Speer- wurf | 1500 m         | Punkte | Platz |
| -------------- | --------- | ------- | ------------ | ------------- | ------------ | ---------- | ------------ | ------------ | ---------------- | ----------- | -------------- | ------ | ----- |
| Bastien Auzeil | Ergebnis  | 11,22 s | 7,26 m       | 15,38 m       | 2,01 m SB    | 48,66 s PB | 14,71 s      | 42,63 m      | 5,10 m           | 55,14 m     | 4:37,92 min PB | 8093   | 13    |
| Bastien Auzeil | Punkte    | 812     | 876          | 813           | 813          | 877        | 885          | 718          | 941              | 665         | 693            | 8093   | 13    |

### Frauen

#### Laufdisziplinen
| Athlet                                                                | Disziplin    | Vorlauf        | Vorlauf | Halbfinale         | Halbfinale         | Finale             | Finale             |
| Athlet                                                                | Disziplin    | Zeit           | Platz   | Zeit               | Platz              | Zeit               | Platz              |
| --------------------------------------------------------------------- | ------------ | -------------- | ------- | ------------------ | ------------------ | ------------------ | ------------------ |
| Marie Gayot                                                           | 400 m        | 51,24 s PB     | 15      | 50,97 s PB         | 12                 | nicht qualifiziert | nicht qualifiziert |
| Floria Gueï                                                           | 400 m        | 50,89 s PB     | 10      | 51,30 s            | 15                 | nicht qualifiziert | nicht qualifiziert |
| Rénelle Lamote                                                        | 800 m        | 2:00,20 min    | 8       | 1:58,86 min PB     | 9                  | 1:59,70 min        | 8                  |
| Cindy Billaud                                                         | 100 m Hürden | 13,23 s        | 28      | nicht qualifiziert | nicht qualifiziert | nicht qualifiziert | nicht qualifiziert |
| Emilie Menuet                                                         | 20 km Gehen  |                |         |                    |                    | 1:36,17 h          | 31                 |
| Stella Akakpo Céline Distel-Bonnet Lénora Guion-Firmin Maroussia Paré | 4 × 100 m    | 43,58 s SB     | 14      |                    |                    | nicht qualifiziert | nicht qualifiziert |
| Marie Gayot Floria Gueï Estelle Perrossier Agnès Raharolahy           | 4 × 400 m    | 3:24,86 min SB | 2       |                    |                    | 3:26,45 min        | 7                  |

#### Sprung/Wurf
| Athlet                | Disziplin      | Qualifikation | Qualifikation | Finale             | Finale             |
| Athlet                | Disziplin      | Weite/Höhe    | Platz         | Weite/Höhe         | Platz              |
| --------------------- | -------------- | ------------- | ------------- | ------------------ | ------------------ |
| Marion Lotout         | Stabhochsprung | 4,30 m        | 21            | nicht qualifiziert | nicht qualifiziert |
| Jeanine Assani-Issouf | Dreisprung     | 14,04 m       | 9             | 14,12 m            | 9                  |
| Mélina Robert-Michon  | Diskuswurf     | 61,78 m       | 9             | 60,92 m            | 10                 |
| Alexandra Tavernier   | Hammerwurf     | 74,39 m PB    | 2             | 74,02 m            | Bronze             |